# ادری نیفنگر
ادری نیفنگر (انگلیسی: Audrey Niffenegger؛ زادهٔ ۱۳ ژوئن ۱۹۶۳) یک شاعر، رمان‌نویس، و نویسنده اهل ایالات متحده آمریکا است که معروف‌ترین کتاب نگاشته شده به دست او با عنوان همسر مسافر زمان است که در سال ۲۰۰۳ آن را به رشته تحریر درآورد.